# トマーシュ・ホレシュ
トマーシュ・ホレシュ（Tomáš Holeš 、1993年3月31日 - ）は、チェコ・ノヴェー・ムニェスト・ナ・モラヴィエ出身の同国代表プロサッカー選手。SKスラヴィア・プラハ所属。ポジションはDF。

## クラブ経歴
FCフラデツ・クラーロヴェーの下部組織出身。2012年2月18日、チェコ1部リーグのFCスロヴァン・リベレツ戦でトップチームデビューを果たした。2012年8月26日のFCバニーク・オストラヴァ戦でプロ初ゴールを決めた。
2017年7月、買取オプション付きのレンタルでFKバウミト・ヤブロネツに加入。2018年7月、買取オプションが行使されバウミト・ヤブロネツに完全移籍。
2019年7月、SKスラヴィア・プラハに完全移籍。

## 代表歴
2020年9月7日、UEFAネーションズリーグのスコットランド代表戦でチェコ代表デビュー。
2021年5月、UEFA EURO 2020に参加するチェコ代表メンバー26人の一人に選ばれた。6月27日、ラウンド16のオランダ代表戦では1ゴール1アシストを記録し、チームのベスト8進出に貢献した。

### 代表戦でのゴール
| No. | 開催日        | 会場                 | 対戦国   | 得点 | 結果 | 大会           |
| --- | ------------- | -------------------- | -------- | ---- | ---- | -------------- |
| 1.  | 2020年10月7日 | AEKアレナ            | キプロス | 1–0  | 2–1  | 親善試合       |
| 2.  | 2021年6月27日 | プスカシュ・アレーナ | オランダ | 1–0  | 2–0  | UEFA EURO 2020 |

## タイトル
スラヴィア・プラハ
- チェコ1部リーグ: 2019-20, 2020-21
- ポハール・チェスケー・ポシュスティ: 2020-21